# North American P-51 Mustang
O North American Aviation P-51 ou F-51 Mustang é um caça norte-americano de longo alcance, com motor a pistão, que foi utilizado na Segunda Guerra Mundial, na Guerra da Coreia e em outros conflitos. Durante a Segunda Guerra, pilotos do Mustang alegaram ter derrubado 4 950 aeronaves inimigas, perdendo apenas para o Grumman F6F Hellcat, entre os caças dos Aliados.
O Mustang foi concebido, projetado e construído pela North American Aviation (NAA), em resposta a uma especificação da Grã-Bretanha. O protótipo NA-73X voou pela primeira vez em 26 de outubro de 1940. O caça fora originalmente projetado para utilizar o motor Allison V-1710, certificado para baixas altitudes, e voou operacionalmente pela primeira vez com a Royal Air Force (RAF) nas missões de reconhecimento aéreo e ataque ao solo. A versão definitiva, o P-51D, era impulsionado pelo Packard V-1650-7, uma versão do Rolls-Royce Merlin produzida sob licença, e armado com seis metralhadoras M2 Browning .50 (12,7 mm).
A partir do final de 1943, os P-51B (e também P-51D desde a metade de 1944) foram usados pela Oitava Força Aérea da USAAF para escoltar bombardeiros pesados em missões sobre a Alemanha. Já a RAF e a Nona Força Aérea da USAAF usavam os Mustangs motorizados com Merlin como caças-bombardeiros, ajudando a consolidar a superioridade aérea dos Aliados em 1944. O P-51 também foi usado em outras frentes aliadas, como o Norte da África, Mediterrâneo e Itália, além de limitado serviço contra o Japão na Guerra do Pacífico.
No início da Guerra da Coreia, o Mustang era o principal caça usado pelas Nações Unidas, até que os caças a jato, incluindo o F-86, ocupassem seu lugar, com o Mustang passando a ser usado como caça-bombardeiro para ataques ao solo. Apesar do surgimento dos caças a jato, o Mustang permaneceu em serviço em algumas forças aéreas até o início da década de 1980. Depois da Segunda Guerra Mundial e da Guerra da Coreia, muitos Mustangs foram convertidos para uso civil, especialmente para corridas aéreas.

## Origens e desenvolvimento

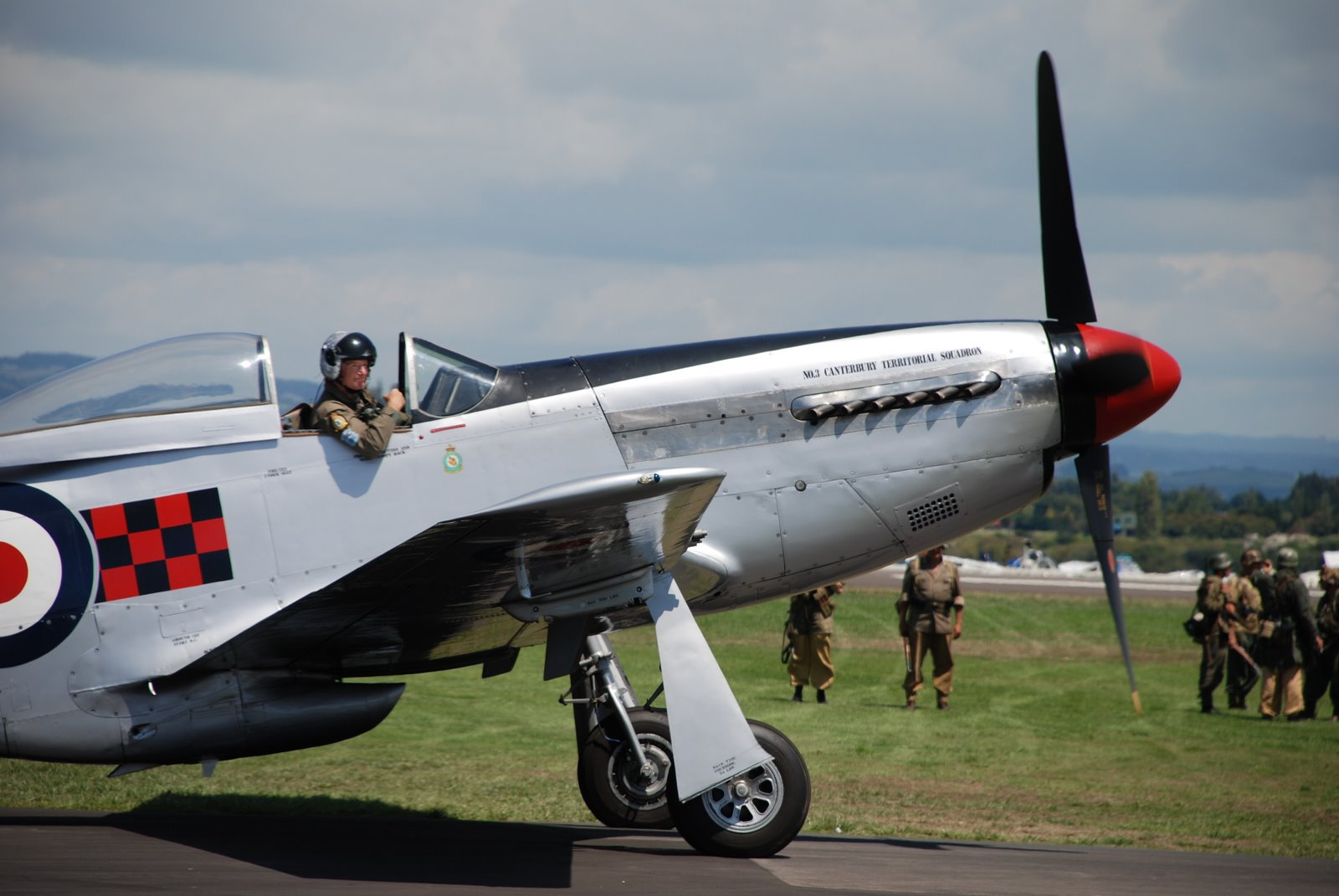
Um P-51 Mustang restaurado em voo.

Em 1938, o governo britânico estabeleceu uma comissão de compra de material bélico com os Estados Unidos, liderada por Sir. Henry Self. Uma das muitas tarefas de Self era organizar a produção de aviões norte-americanos para a RAF. Contudo, àquela época, as escolhas estavam bastantes limitadas: nenhum dos aviões norte-americanos possuía os padrões Europeus de construção e desempenho. Apenas o Curtiss P-40 Tomahawk tinha chegado perto; porém, mesmo com a fábrica da Curtiss já a funcionar à capacidade máxima, havia dificuldades em atender à demanda por esse avião. A este ponto, o presidente da North American Aviation (NAA), James H. Kindelberger, abordou Self com a visão de vender o novo bombardeiro médio da North American, o B-25 Mitchell. Em vez disso, Self perguntou se a NAA poderia produzir o P-40 Tomahawk sob licença da Curtiss.
A resposta de Kindelberger foi que a NAA poderia produzir um melhor avião que o P-40, com o mesmo motor, e em menos tempo do que montar uma nova linha de produção para o Tomahawk. Deste início improvável, viria a ser criado um dos melhores caças de toda a história. O contrato de compra foi então assinado em abril de 1940. O protótipo NA-73X foi mostrado em setembro de 1940 e realizou seu primeiro voo em 26 de outubro de 1940, apenas 149 dias após a assinatura da compra, um período de desenvolvimento considerado bastante rápido.

## História operacional
A utilização em larga escala da versão C do P-51 Mustang pelas forças aéreas dos Estados Unidos e Grã-Bretanha foi decisiva para o sucesso e continuidade dos bombardeios de longo alcance sobre a Europa ocupada pela Alemanha e seus aliados, a partir do final de 1943. A aeronave era capaz de, com um tanque de combustível extra, poder atingir autonomia de voo que lhe permitia escoltar na ida e na volta os bombardeiros aliados, tendo capacidade de combate similar aos caças europeus da época.
Antes da introdução do P-51, os bombardeiros pesados aliados B-17 e B-24 dispunham de escolta por caças P-47 Thunderbolt apenas em parte do caminho até o alvo a ser bombardeado, devido ao curto alcance daqueles caças. A Luftwaffe rapidamente aprendeu a atacar os bombardeiros fora do alcance do caças de escolta, causando perdas bastante severas. O P-51, com sua capacidade de penetrar profundamente no território inimigo em missões defensivas de escolta ou ofensivas diretas contra os caças alemães em seu próprio território, foi responsável, em boa parte, pelo sucesso aliado em anular a Luftwaffe e prejudicar o poderio industrial ao serviço da Alemanha.
A sua utilização foi igualmente decisiva na Guerra do Pacífico. A partir do segundo semestre de 1944, o P-51 foi utilizado com o mesmo fim: ataques aos caças nipónicos em território inimigo e, principalmente a partir de fevereiro de 1945, como caça de escolta aos bombardeiros americanos, tendo como base principal o aeródromo de Iwo Jima. Note-se que o último contra-ataque japonês nesta batalha foi um ataque noturno justamente contra o acampamento dos pilotos de P-51.
Os seus principais defeitos, a fragilidade do sistema de refrigeração líquida ante ao fogo antiaéreo de pequeno calibre, e a instabilidade de voo para manobrar quando armado com bombas ou foguetes, fez com que, para ataques terrestres, os aliados ocidentais tanto na Europa quanto no Oriente, privilegiassem a utilização de outros aviões para este fim, como o Republic P-47 Thunderbolt, que usava motor radial com refrigeração a ar.

## Imagens

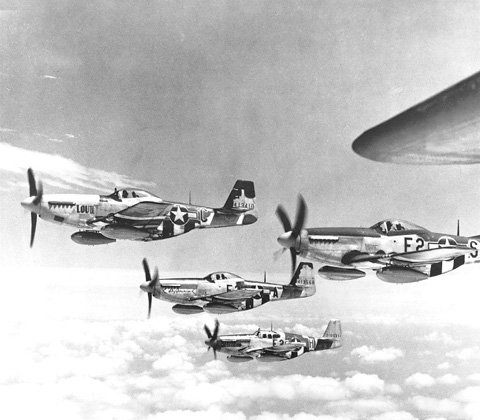
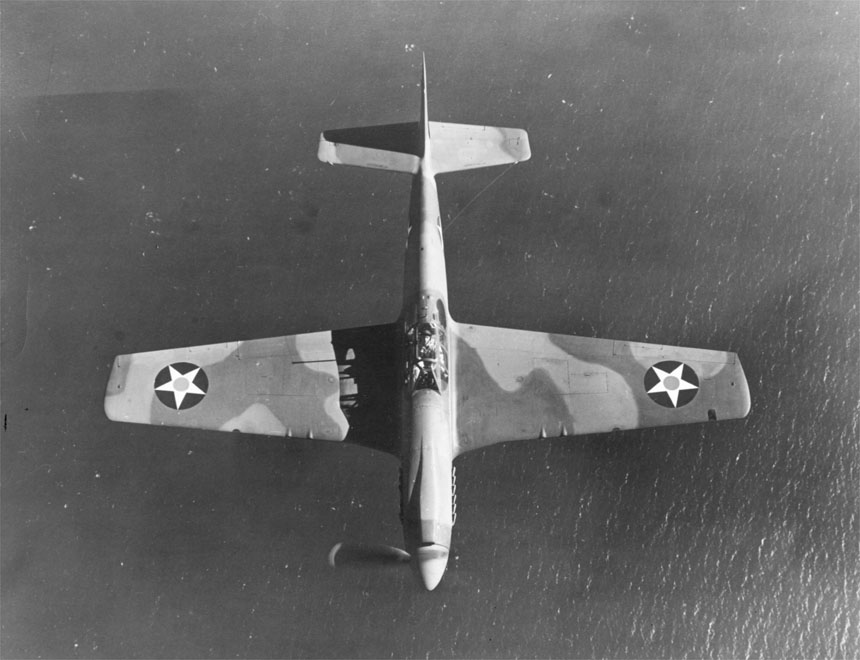
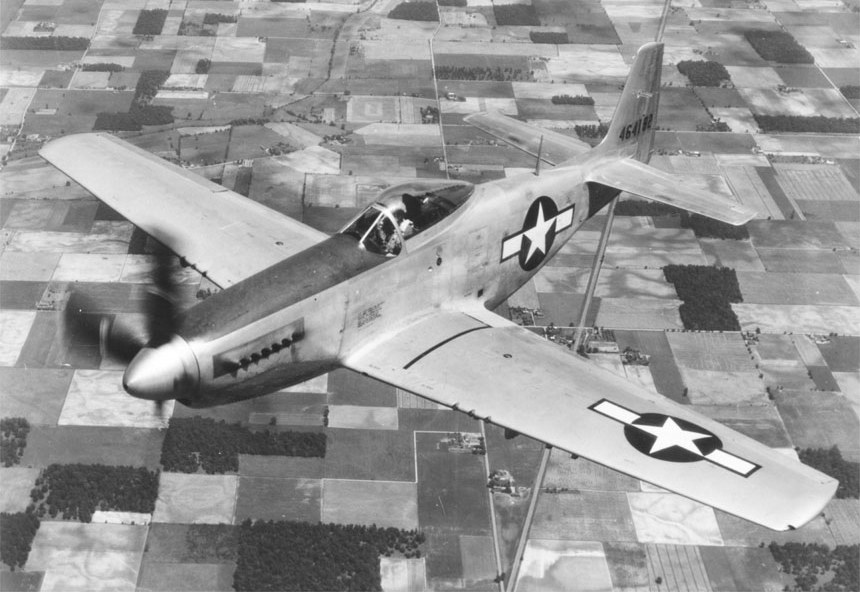
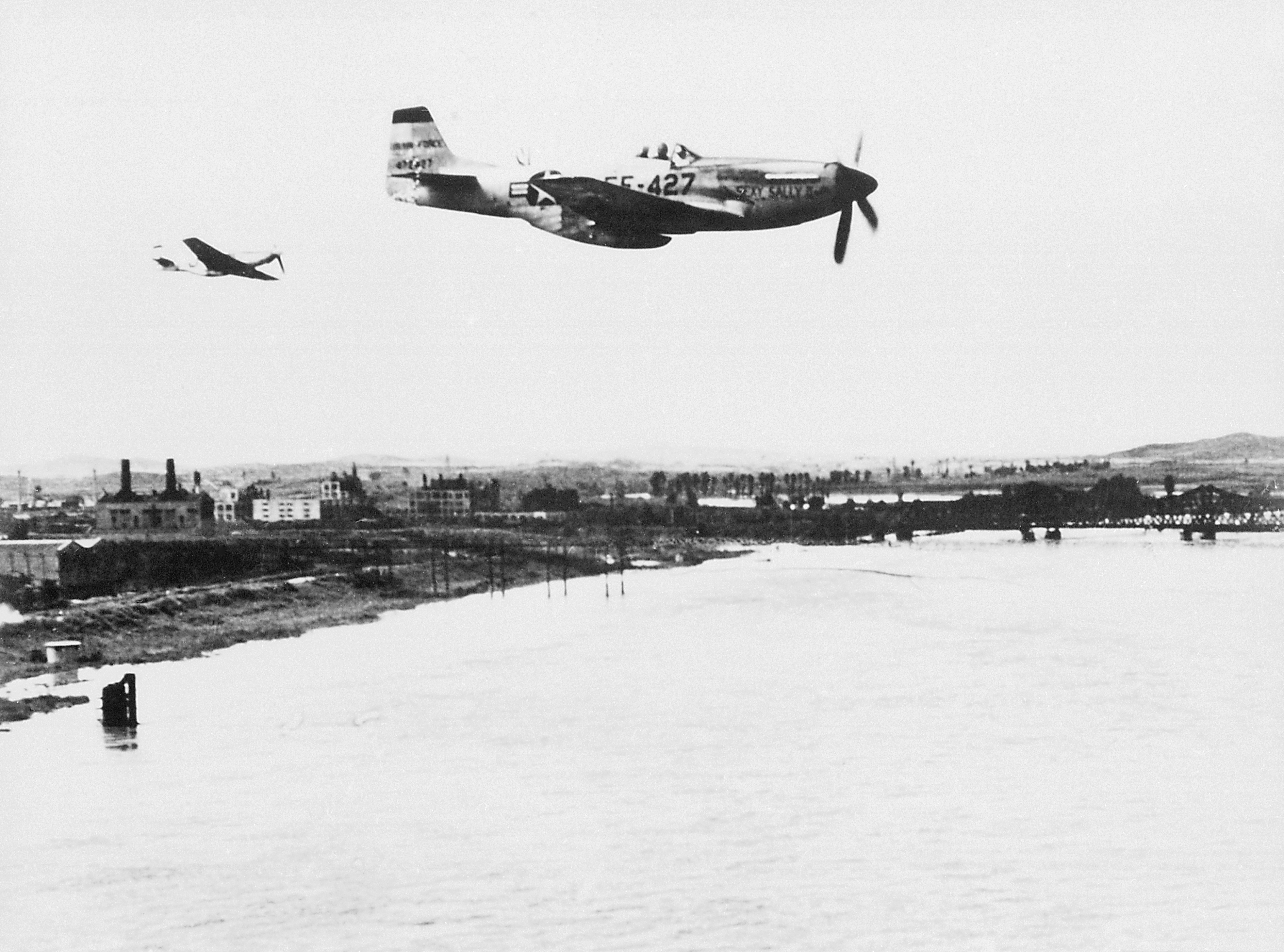
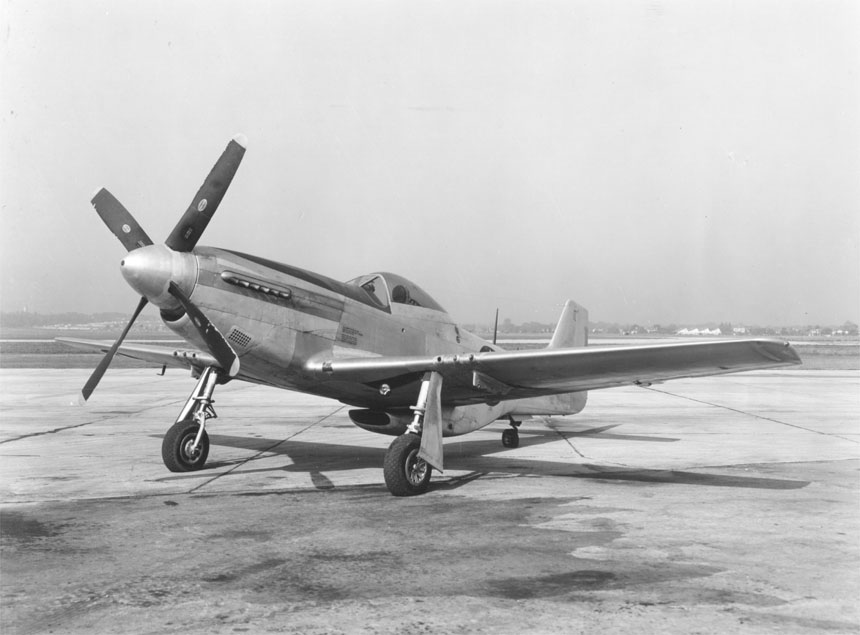
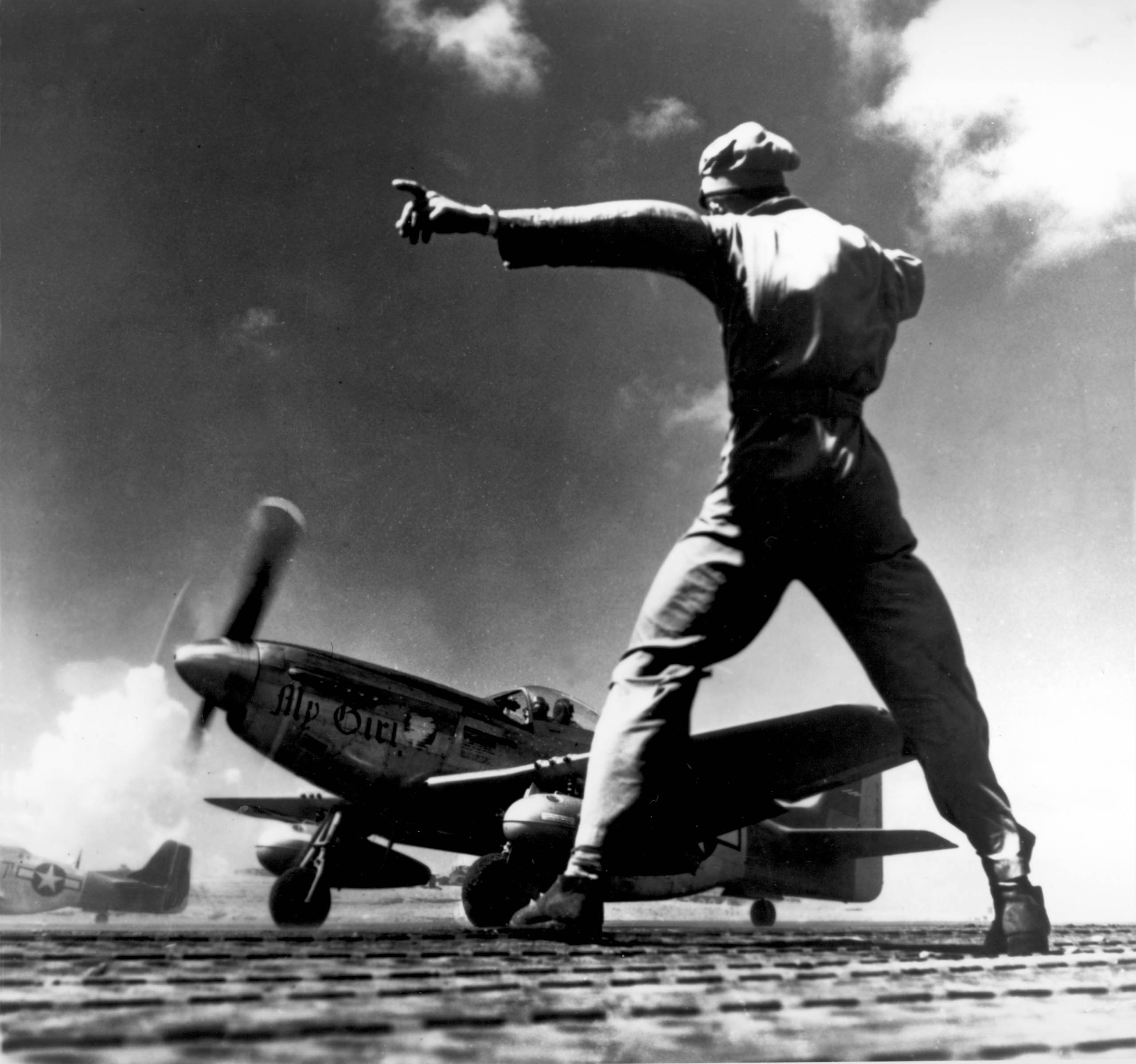
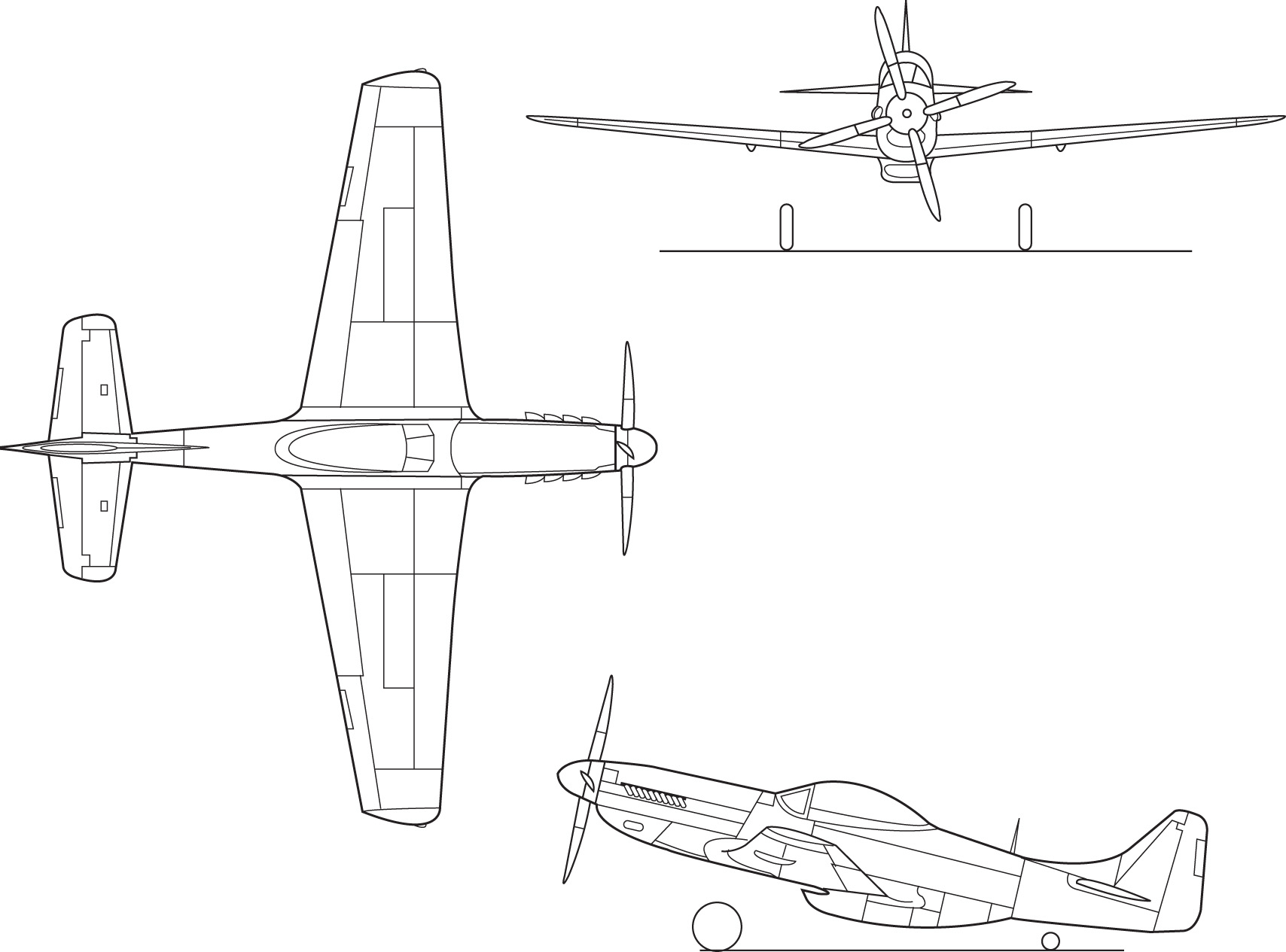
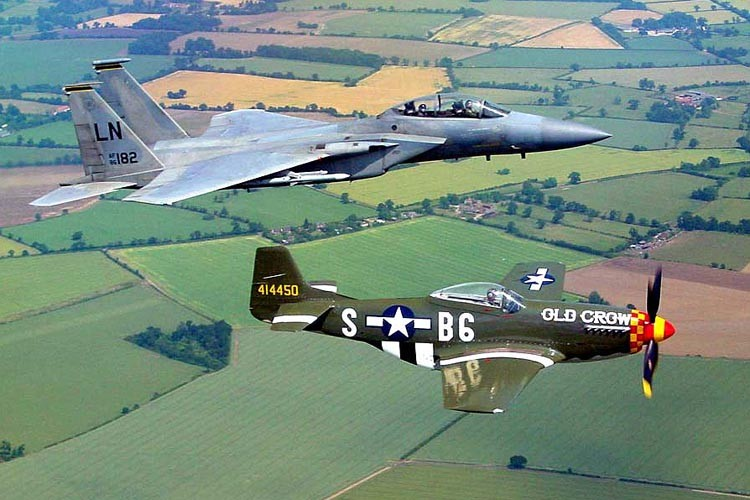
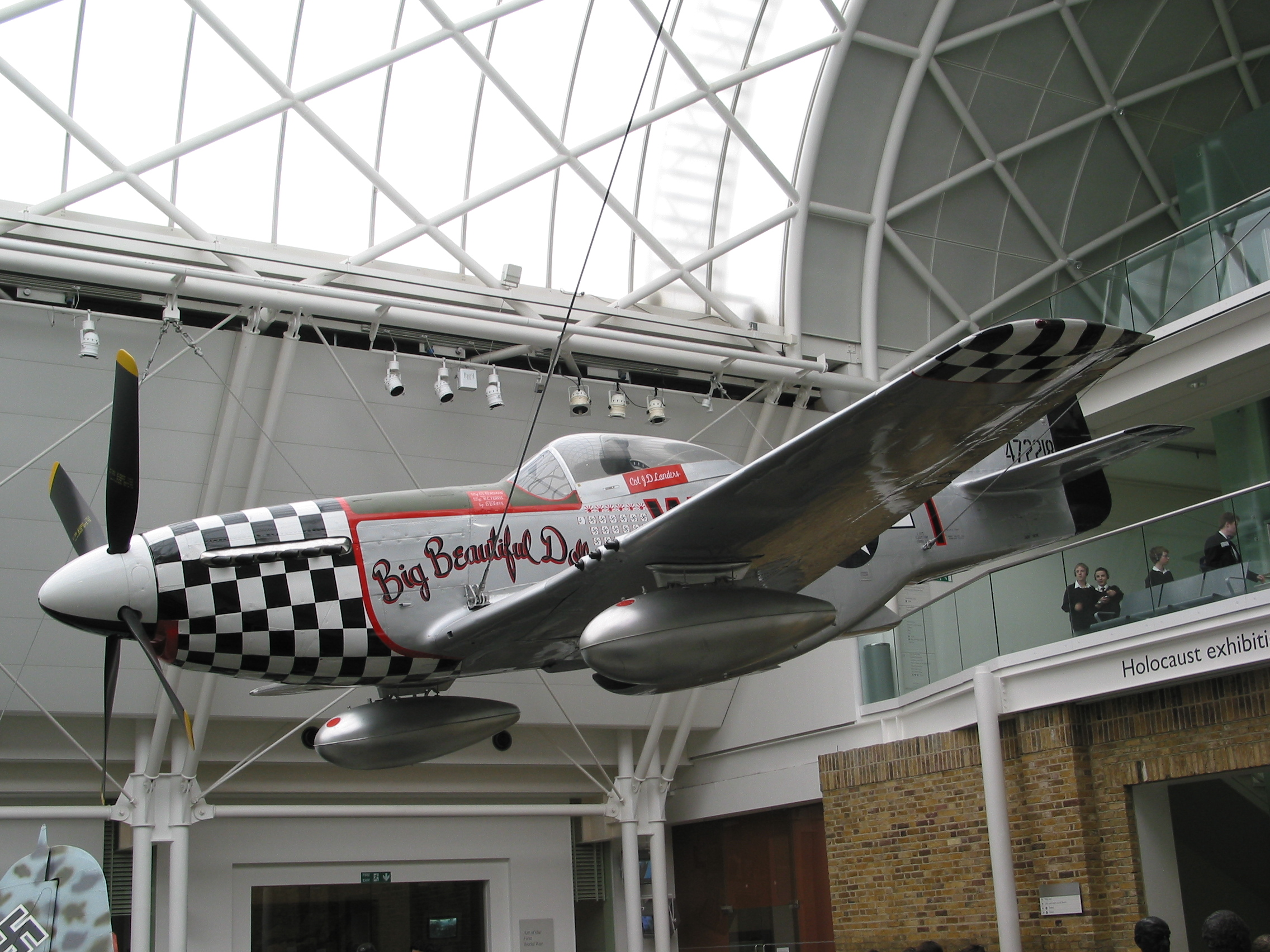

## Variantes

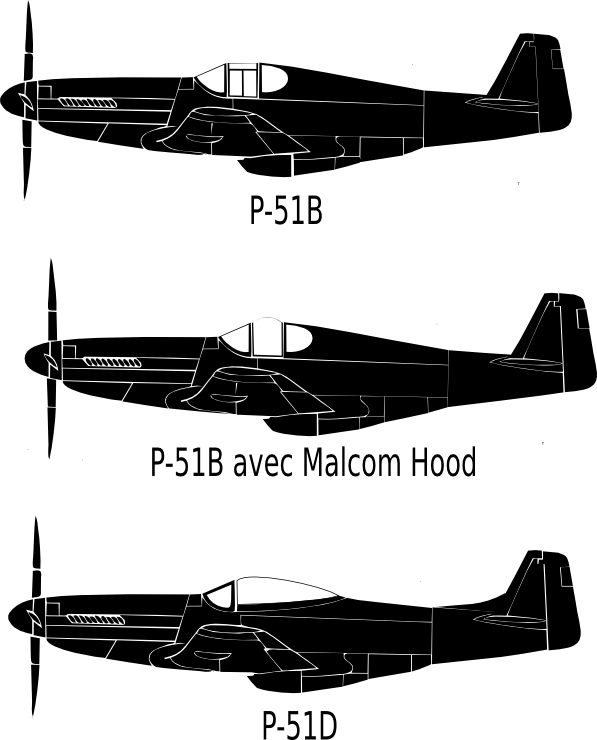

NA-73X
O primeiro protótipo foi designado NA-73X pela fabricante North American Aviation.
Mustang Mk I (lotes NA-73 e NA-83
Os primeiros 320 caças para a Grã-Bretanha, e um segundo lote de outros 300, todos designados Mustang Mk I e usados primariamente para reconhecimento aéreo, equipados com câmeras.
XP-51
Duas aeronaves desse lote fornecidas à USAAF sob a designação XP-51.
P-51 (lote NA-91)
A USAAF encomendou 150 caças em setembro de 1940, que foram designados P-51 e chamados inicialmente como Apache, embora logo após o nome tenha sido definitivamente mudado para Mustang. Na Grã-Bretanha ele foi designado Mustang Mk IA. Equipados com quatro canhões Hispano-Suiza HS.404 de 20mm.
A-36A Apache (lote NA-97)
Modificação solicitada pela USAAF em 1942 para bombardeio de mergulho, num total de 500 unidades.
P-51A (lote NA-99)
Depois do A-36A, a USAAF encomendou 310 P-51As, 50 dos quais foram entregues à RAF como Mustang II. Todos os modelos até aqui mencionados eram equipados com motores Allison V-1710.
XP-51B (lote NA-101)
Dois P-51 da USAAF que foram alocados para serem equipados e testados com o motor Rolls Royce Merlin produzido sob licença pela Packard.
P-51B (lote NA-102)
Primeiro modelo fabricado diretamente com o Packard V-1650 Merlin.
P-51C (lote NA-103)
Em 1943, o Mustang passou a ser produzido também na nova fábrica de Dallas, TX, além da planta original em Inglewood, CA. A versão P-51C usou principalmente a versão para médias altitudes V-1650-7 do Packard-Merlin. A RAF nomeou estes modelos como Mustang Mk III. Um total de 1.750 P-51C foram construídos.
P-51D (lotes NA-106 e NA-109)
A versão mais produzida do Mustang, com 8102 unidades (6502 na Califórnia e 1500 no Texas). Modificações na fuselagem, asas e canopi. A RAF utilizou 280 exemplares, designados Mustang Mk IV.
P-51K
Versão do P-51D produzida na fábrica de Dallas com hélices Aeroproducts em lugar das habituais Hamilton Standard. O P-51K teve 1500 unidades produzidas. Designação da RAF Mustang Mk IVA.